# John Henderson (Politiker)

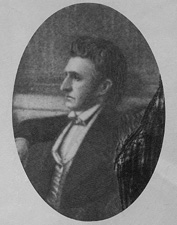
John Henderson

John Henderson (* 28. Februar 1797 im Cumberland County, New Jersey; † 15. September 1857 in Pass Christian, Mississippi) war ein US-amerikanischer Jurist und Politiker (Whig Party), der den Bundesstaat Mississippi im US-Senat vertrat.
Als junger Mann verdiente sich John Henderson seinen Lebensunterhalt, indem er Flachboote auf dem Mississippi River steuerte. Nachdem er die Rechtswissenschaften studiert hatte, zog er in den Staat Mississippi, wo er als Anwalt zugelassen wurde und eine Kanzlei in Woodville eröffnete. In der Staatsmiliz von Mississippi stieg er zum Brigadegeneral auf; politisch betätigte er sich erstmals von 1835 bis 1836 als Mitglied des Staatssenats.
1838 wurde Henderson als Whig-Kandidat in den US-Senat in Washington gewählt. Dort verbrachte er eine komplette Legislaturperiode zwischen dem 4. März 1839 und dem 3. März 1845. Während dieser Zeit fungierte er unter anderem als Vorsitzender des Committee on Engrossed Bills, des Committee on Post Office and Post Roads und des Committee on Private Land Claims. Nach seinem Abschied aus dem Kongress nahm er seine Anwaltstätigkeit wieder auf und praktizierte in New Orleans. 1851 musste er sich vor dem dortigen Bundesbezirksgericht wegen eines vermeintlichen Verstoßes gegen das Neutralitätsgesetz von 1818 verantworten, wurde aber freigesprochen. Danach zog er sich aus dem Berufsleben zurück.